# Општина Зарнешти (Бузау)
Зарнешти (рум. Zărneşti) општина је у Румунији у округу Бузау.
Oпштина се налази на надморској висини од 187 m.